# Cate Blanchett
Catherine Élise "Cate" Blanchett (sinh ngày 14 tháng 5 năm 1969) là một nữ diễn viên điện ảnh người Úc. Cô đã từng nhận rất nhiều giải thưởng danh giá, trong đó có ngôi sao trên Đại lộ Danh vọng Hollywood, 3 giải Screen Actors Guild, 3 giải Quả cầu vàng, 3 giải BAFTA và 2 giải Oscar.
Blanchett được công chúng thế giới biết tới qua vai diễn nữ hoàng Elizabeth I của Anh trong bộ phim Elizabeth vào năm 1998 mà nhờ đó cô nhận được cú đúp tại BAFTA và Quả cầu vàng, cùng với đó là đề cử Oscar cho nữ diễn viên chính xuất sắc nhất. Sau đó, cô vào vai nàng tiên Galadriel trong siêu phẩm The Lord of the Rings của đạo diễn Peter Jackson. Năm 2004, vai diễn Katharine Hepburn trong bộ phim The Aviator của đạo diễn Martin Scorsese đã giúp cô chinh phục hầu hết các giải thưởng danh giá nhất, trong đó có cả Giải Oscar cho nữ diễn viên phụ xuất sắc nhất.
Blanchett còn tham gia vào khá nhiều bộ phim đình đám khác như Babel (2006), Notes on a Scandal (2006), Indiana Jones and the Kingdom of the Crystal Skull (2008), và The Curious Case of Benjamin Button (2008). Từ năm 2004, cô tiếp tục cộng tác với đạo diễn Peter Jackson cho loạt phim The Hobbit. Năm 2014, cô giành Giải Oscar cho nữ diễn viên chính xuất sắc nhất cho bộ phim Blue Jasmine (2013) tại Giải Oscar lần thứ 86.

## Đầu đời và giáo dục

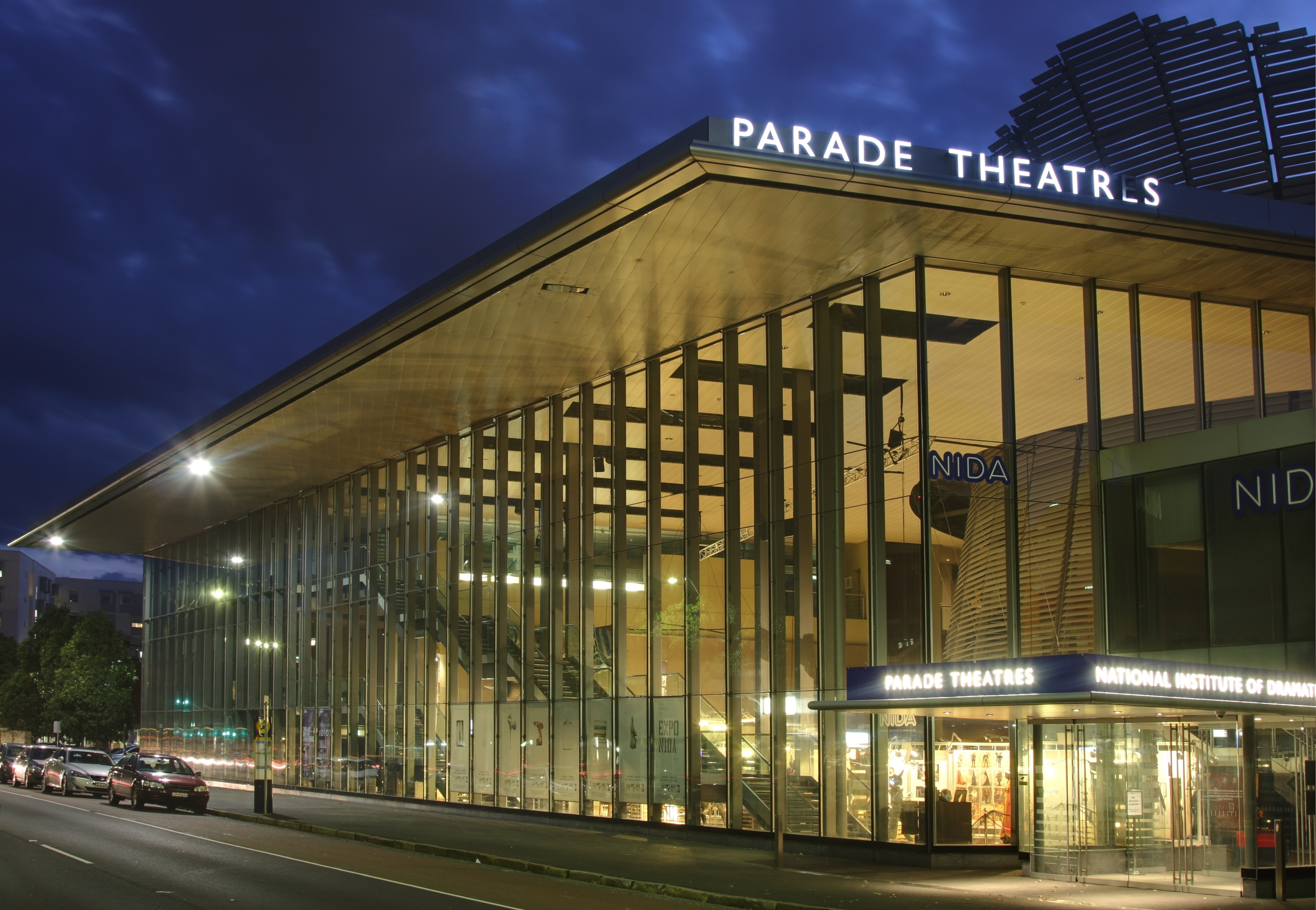
Blanchett học diễn xuất tại National Institute of Dramatic Art (NIDA) ở Kensington, New South Wales.

Catherine Elise Blanchett sinh ngày 14 tháng 5 năm 1969 tại vùng ngoại ô  Ivanhoe của Melbourne. Mẹ của cô ấy người Úc, June Gamble,làm việc như một nhà phát triển bất động sản và giáo viên, và cha người Mỹ của cô, Robert DeWitt Blanchett Jr., người gốc Texas, là một Hải quân Hoa Kỳ Chief Petty Officer, người sau này làm giám đốc điều hành quảng cáo . Hai người gặp nhau khi con tàu của Robert bị hỏng ở Melbourne. Khi Blanchett lên 10, cha cô qua đời vì một cơn đau tim, để lại mẹ cô phải một mình nuôi nấng gia đình. Cô là con thứ hai trong ba người con, sau anh trai Bob (sinh năm 1968) và trước chị gái Genevieve (sinh năm 1971) Tổ tiên của cô bao gồm người Anh, một số người Scotland và gốc Pháp xa xôi.
Cô học tiểu học ở Melbourne tại trường tiểu học Ivanhoe East; để học trung học, cô theo học Trường ngữ pháp nữ sinh Ivanhoe và sau đó là  Methodist Ladies' College, nơi cô khám phá niềm đam mê của mình đối với nghệ thuật biểu diễn. 
Ở cuối tuổi thiếu niên và đầu đôi mươi, cô ấy đã làm việc tại một viện dưỡng lão ở Victoria. Cô học kinh tế và mỹ thuật tại Đại học Melbourne nhưng đã bỏ học sau một năm để đi du lịch nước ngoài. Trong khi ở Ai Cập, Blanchett được yêu cầu trở thành một hoạt náo viên của Mỹ, như một người phụ trong Egyptian phim quyền anh,  Kaboria ; trong lúc đang cần tiền, cô ấy nhận lời. Khi trở về Úc, và sau khi làm việc tại các nhà hát nhỏ của Melbourne, bao gồm  La Mama, cô chuyển đến Sydney và ghi danh vào National Institute of Dramatic Art (NIDA ). Cô tốt nghiệp NIDA năm 1992 với bằng Cử nhân Mỹ thuật.

## Sự nghiệp diễn xuất

### 1992–2000: Công việc ban đầu và bước đột phá quốc tế
Vai diễn đầu tiên của Blanchett là đóng cùng với với Geoffrey Rush, trong vở kịch Oleanna của David Mamet năm 1992 cho Sydney Theater Company. Năm đó, cô cũng được chọn vào vai Clytemnestra trong bộ phim Sophocles 'Electra. Vài tuần sau khi diễn tập, nữ diễn viên thủ vai chính đã rút lui và đạo diễn Lindy Davies đã chọn Blanchett vào vai này. Màn trình diễn của cô ấy với tư cách Electra đã trở thành một trong những màn trình diễn được hoan nghênh nhất của cô ấy tại NIDA. Năm 1993, Blanchett được trao Giải thưởng Người mới xuất sắc nhất của Nhà phê bình Nhà hát Sydney cho màn trình diễn của cô trong vở Kafka Dances của Timothy Dalyvà giành giải Nữ diễn viên chính xuất sắc nhất cho màn trình diễn của cô trong Mamet's Oleanna, khiến cô trở thành diễn viên đầu tiên chiến thắng cả hai hạng mục trong cùng một năm. Blanchett đóng vai Ophelia trong bộ phim Công ty B sản xuất năm 1994–1995 nổi tiếng của đạo diễn Neil Armfield, với sự tham gia của Rush và Richard Roxburgh, và được đề cử giải Green Room. Cô xuất hiện trong miniseries truyền hình Heartland năm 1994 cùng với Ernie Dingo, miniseries Bordertown (1995) với Hugo Weaving và trong một tập phim Police Rescue mang tên "The Loaded Boy". Cô cũng xuất hiện trong bộ phim truyền hình ngắn 50 phút Parklands (1996), nhận được đề cử của Viện phim Úc (AFI) cho Kịch bản gốc hay nhất. 
Blanchett ra mắt bộ phim điện ảnh với vai phụ là một y tá Úc bị quân đội Nhật Bản bắt giữ trong Thế chiến thứ hai, trong bộ phim Paradise Road (1997) của Bruce Beresford , đóng cùng Glenn Close và Frances McDormand. Bộ phim chỉ thu về hơn 2 triệu đô la tại phòng vé với kinh phí 19 triệu đô la và nhận được nhiều đánh giá trái chiều từ các nhà phê bình.  Vai chính đầu tiên của cô đến vào cuối năm đó là người thừa kế lập dị Lucinda Leplastrier trong bộ phim lãng mạn Oscar và Lucinda (1997) của Gillian Armstrong, đối diện với Ralph Fiennes. Blanchett đã nhận được sự hoan nghênh rộng rãi cho màn trình diễn của cô, với Emanuel Levy của Variety tuyên bố, "người mới sáng chói Blanchett, trong vai trò ban đầu dành cho Judy Davis, nhất định sẽ trở thành một ngôi sao lớn". Cô nhận được đề cử Giải AFI đầu tiên với tư cách Nữ diễn viên chính xuất sắc nhất cho Oscar và Lucinda. Cô giành được giải thưởng Nữ diễn viên chính xuất sắc nhất AFI trong cùng năm với vai chính Lizzie trong bộ phim hài lãng mạn Thank God He Met Lizzie (1997), đóng cùng Richard Roxburgh và Frances O'Connor. Đến năm 1997, Blanchett đã nhận được nhiều lời khen ngợi và sự công nhận tại quê hương Úc của cô.
Vai diễn quốc tế nổi tiếng đầu tiên của Blanchett là Elizabeth I trẻ tuổi của Anh trong bộ phim lịch sử được giới phê bình đánh giá cao Elizabeth (1998), do Shekhar Kapur đạo diễn. Bộ phim đã đưa cô trở nên nổi tiếng trên toàn thế giới và màn trình diễn của cô đã được công nhận rộng rãi, mang về cho cô giải Quả cầu vàng và Giải thưởng Viện hàn lâm Anh (BAFTA), và đề cử giải Oscar cho Nữ diễn viên chính xuất sắc nhất (SAG ). Trong bài đánh giá của anh ấy cho Variety, nhà phê bình David Rooney đã viết về màn trình diễn của cô ấy, "Blanchett truyền tải với vẻ duyên dáng, đĩnh đạc và thông minh rằng Elizabeth là một nhà tư tưởng thông minh, quyết đoán, tiên tiến, quá hiểu rõ bản chất đặc biệt của mình để cúi đầu trước bất kỳ người đàn ông nào. [Cô ấy] xây dựng nhân vật ngon lành gần như không thể nhận ra từ một phụ nữ trẻ thông minh nhưng cảnh giác, người có thể vượt quá giới hạn để trở thành một sinh vật mạnh mẽ do chính cô ấy sáng chế ra." Janet Maslin của The New York Times viết rằng màn trình diễn của Blanchett "mang lại tinh thần, vẻ đẹp và chất riêng cho những gì có thể đã bị biến thành một vai trống", và Alicia Potter viết cho Boston Phoenix nói rằng, "Cuối cùng, viên ngọc quý của Kapur là một câu chuyện về sự biến đổi sinh đôi, đó là Elizabeth trở thành một trong những người phụ nữ bí ẩn và quyền lực nhất lịch sử, và Blanchett trở thành một nữ hoàng màn ảnh chân chính." 
Năm sau, Blanchett xuất hiện trong Bangers (1999), một bộ phim ngắn của Úc và một phần của Stories of Lost Souls, một tập truyện ngắn có chủ đề. Bộ phim ngắn do chồng cô, Andrew Upton viết kịch bản và đạo diễn, Blanchett và Upton sản xuất. Cô cũng xuất hiện trong bộ phim hài Pushing Tin (1999) của Mike Newell, với màn trình diễn của cô được các nhà phê bình đánh giá cao, và bộ phim thành công về mặt tài chính và được đánh giá cao The Talented Mr. Ripley (1999), cùng với Matt Damon, Gwyneth Paltrow, Jude Law, vàPhilip Seymour Hoffman. Cô đã nhận được đề cử BAFTA thứ hai cho màn trình diễn của cô với vai Meredith Logue trong The Talented Mr. Ripley.

### 2001–2007:The Lord of the Ringsvà diễn viên thành danh
Vốn đã là một diễn viên nổi tiếng, Blanchett đã nhận được thêm một lượng người hâm mộ mới khi cô xuất hiện trong bộ ba bom tấn đoạt giải Oscar của Peter Jackson, The Lord of the Rings, đóng vai thủ lĩnh Tiên Galadriel trong cả ba bộ phim. Bộ ba phim này là một thành công lớn về mặt tài chính và phê bình, thu về 2,981 tỷ đô la tại phòng vé trên toàn thế giới,  và cả ba phim sau đó đều được xếp hạng trong top 10 phim giả tưởng hay nhất mọi thời đại trong một cuộc thăm dò do tạp chí Wired của Mỹ thực hiện năm 2012. Ngoài The Lord of the Rings, 2001 cũng chứng kiến Blanchett đa dạng hóa danh mục đầu tư của mình với một loạt vai diễn trong các bộ phim truyền hình Charlotte Grey và The Shipping News và Bandits tội phạm hài của Mỹ, nhờ đó cô đã giành được đề cử Quả cầu vàng và Giải thưởng SAG lần thứ hai. Bandits đánh dấu bước đột phá đáng chú ý đầu tiên của Blanchett vào thể loại phim hài, với Ben Falk của đài BBC tuyên bố cô và bạn diễn Billy Bob Thornton là "một diễn viên hài thực sự được tìm thấy" và gọi màn trình diễn của cô là một bà nội trợ không hài lòng bị kẹt giữa hai kẻ đã trốn thoát, "unhinged, mặc dù không thể phủ nhận sexy". 
Năm 2002, Blanchett đóng vai chính cùng Giovanni Ribisi trong bộ phim do Tom Tykwer đạo diễn Heaven, bộ phim đầu tiên trong bộ ba phim chưa hoàn thành của nhà văn kiêm đạo diễn nổi tiếng Krzysztof Kieślowski. Diễn xuất của cô trong phim trong vai một người phụ nữ đau buồn thực hiện một hành động khủng bố liều lĩnh đã được đánh giá cao, với Stephen Holden của The New York Times gọi đó là "màn trình diễn hấp dẫn nhất trong sự nghiệp của cô" và tiếp tục nói: "Mặc dù khuôn mặt của cô Blanchett luôn thể hiện cảm xúc với sự uyển chuyển nhẹ nhàng, nhưng cảm giác tức thì mà cô truyền tải trong" Thiên đường "thật đáng kinh ngạc." Năm 2003 chứng kiến Blanchett một lần nữa đóng nhiều vai: Galadriel trong phần ba và phần cuối cùng của bộ ba Chúa tể của những chiếc nhẫn (đoạt giải Oscar cho Phim hay nhất);  Bộ phim kinh dị miền viễn Tây do Ron Howard đạo diễn , Người mất tích ; Jim Jarmusch 's Coffee and Cigarettes , đóng hai vai (cả hai đều chống lại chính mình), cô đã nhận được Giải thưởng Tinh thần Độc lập cho đề cử Nữ phụ xuất sắc nhất; và tiểu sử Veronica Guerin, đã mang về cho cô đề cử Nữ diễn viên chính xuất sắc nhất Quả cầu vàng. Năm 2004, Blanchett đóng vai một nhà báo đang mang thai ghi lại hành trình dưới nước của một nhà hải dương học lập dị trong The Life Aquatic của Wes Anderson với Steve Zissou.
Năm 2005, Blanchett giành giải Oscar đầu tiên cho Nữ diễn viên phụ xuất sắc nhất nhờ vai diễn Katharine Hepburn được đánh giá cao trong phim The Aviator (2004) của Martin Scorsese. Điều này khiến Blanchett trở thành diễn viên đầu tiên trong lịch sử giành được Giải thưởng Viện hàn lâm cho vai diễn một diễn viên khác từng đoạt Giải thưởng Viện hàn lâm. Cô cho Trung tâm Hình ảnh Chuyển động Úc mượn bức tượng Oscar của mình. Trong bài đánh giá của mình cho Newsweek, David Ansen đã viết rằng Blanchett đã miêu tả Hepburn với "sự hoạt bát đánh môi" và Roger Ebertca ngợi màn trình diễn, mô tả nó là "thú vị nhưng vẫn cảm động; lịch sự và tomboy". Trong quá trình chuẩn bị cho vai diễn và theo yêu cầu của Scorsese, Blanchett đã xem lại bản in 35 mm của tất cả 15 màn trình diễn trên màn ảnh đầu tiên của Hepburn để học và ghi nhớ phong thái, cách cư xử và cách nói đĩnh đạc của bà. Trong một cuộc phỏng vấn với The New York Times , Blanchett nói về trách nhiệm thể hiện một ngôi sao mang tính biểu tượng như vậy, "Việc thể hiện Kate trong cùng một phương tiện, bộ phim, trong đó cô ấy tồn tại là điều rất khó khăn. Nhưng vì cô ấy rất riêng tư và ít mọi người thực sự biết đến cô ấy, về cơ bản chúng ta biết Hepburn qua các bộ phim của cô ấy. Vì vậy, tất nhiên bạn phải gật đầu với nhân vật màn ảnh của cô ấy khi đóng vai cô ấy."

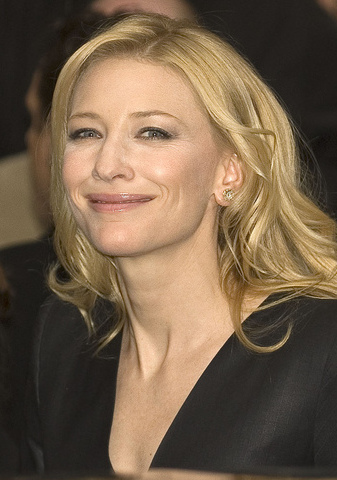
Blanchett tham dự một sự kiện dành cho The Good German tại Liên hoan phim Quốc tế Berlin 2007.

Cũng trong năm 2005, Blanchett đã giành được giải thưởng Nữ diễn viên chính xuất sắc nhất của Viện Điện ảnh Úc với vai diễn Tracy Heart, một người từng nghiện heroin, trong bộ phim Úc Little Fish do cô và công ty sản xuất của chồng, Dirty Films đồng sản xuất. Mặc dù ít được biết đến trên toàn cầu hơn so với một số bộ phim khác của cô, Little Fish "tỉnh táo, nhạy cảm"  đã nhận được sự hoan nghênh nhiệt liệt từ giới phê bình ở Úc quê hương Blanchett và được đề cử cho 13 giải thưởng của Viện phim Úc. 
Năm 2006, Blanchett đóng vai chính cùng Brad Pitt trong bộ phim truyền hình nhiều ngôn ngữ, nhiều câu chuyện Babel của Alejandro González Iñárritu, Babel, trong vai một nửa của một cặp vợ chồng đau buồn vướng vào một sự cố quốc tế ở Maroc. Babel đã nhận được bảy đề cử Giải Oscar. Cô cũng đóng vai chính trong bộ phim truyền hình The Good German được đạo diễn bởi Steven Soderbergh với George Clooney, và bộ phim kinh dị tâm lý nổi tiếng Notes on a Scandal cùng với Dame Judi Dench. Blanchett đã nhận được đề cử Giải Oscar lần thứ ba cho màn trình diễn của cô trong bộ phim thứ hai, nơi cô đóng vai một giáo viên cô đơn, người bắt đầu ngoại tình với một học sinh 15 tuổi và trở thành đối tượng ám ảnh của một phụ nữ lớn tuổi do Dench thủ vai. Cả hai màn trình diễn của Blanchett và Dench đều được đánh giá cao, Peter Bradshaw viết trên tờ The Guardian rằng "Đạo diễn Richard Eyre, với quyền lực không phô trương, đã khai thác tốt nhất Dench và Blanchett, và với sự khôn khéo tuyệt vời, đã khơi gợi từ hai diễn viên này tất cả những căng thẳng nhỏ và bực tức - cũng như sự dịu dàng thực sự - trong mối quan hệ đầy bi kịch của họ. " 
Năm 2007, Blanchett được vinh danh là một trong 100 người có ảnh hưởng nhất trên thế giới của tạp chí Time, và xuất hiện trong danh sách 100 người nổi tiếng của Forbes. Cô xuất hiện trong vai Janine, nhà khoa học pháp y và bạn gái cũ của nhân vật Simon Pegg, trong bộ phim hài hành động Hot Fuzz (2007) của Edgar Wright. Vị trí khách mời không được ghi nhận và cô ấy đã đóng góp phí của mình cho tổ chức từ thiện. Cô đóng lại vai Nữ hoàng Elizabeth I trong phần tiếp theo năm 2007 Elizabeth: The Golden Age do Shekhar Kapur đạo diễn, và miêu tả Jude Quinn, một trong sáu hóa thân của Bob Dylan trong bộ phim thử nghiệm I’m Not There của Todd Haynes. Cô đã giành được giải thưởng Nữ diễn viên chính xuất sắc nhất tại Liên hoan phim Venice, giải Tinh thần độc lập và giải Quả cầu vàng cho nữ diễn viên phụ xuất sắc nhất với vai diễn Jude Quinn. Tại Lễ trao giải Oscar lần thứ 80, Blanchett nhận được hai đề cử - Nữ diễn viên chính xuất sắc nhất cho Elizabeth: The Golden Age và Nữ diễn viên phụ xuất sắc nhất cho I’m Not There - trở thành nữ diễn viên đầu tiên nhận được đề cử thứ hai với sự trả thù của một vai trò. Về thành tích của cô năm đó, Roger Ebert nói, "Việc Blanchett có thể xuất hiện trong cùng một Liên hoan phim Quốc tế Toronto với vai Elizabeth và Bob Dylan, cả hai đều xuất sắc, là một kỳ tích về diễn xuất."

## Danh sách phim

### Điện ảnh
| Năm  | Phim                                             | Vai diễn                     | Ghi chú                   |
| ---- | ------------------------------------------------ | ---------------------------- | ------------------------- |
| 1990 | Kaboria                                          | Cheerleader                  |                           |
| 1996 | Parklands                                        | Rosie                        | Short film                |
| 1997 | Paradise Road                                    | Susan Macarthy               |                           |
| 1997 | Thank God He Met Lizzie                          | Lizzie                       |                           |
| 1997 | Oscar and Lucinda                                | Lucinda Leplastrier          |                           |
| 1998 | Elizabeth                                        | Queen Elizabeth I            |                           |
| 1999 | An Ideal Husband                                 | Lady Gertrude Chiltern       |                           |
| 1999 | Bangers                                          | Julie-Anne                   | Short film; also producer |
| 1999 | Pushing Tin                                      | Connie Falzone               |                           |
| 1999 | Eyes Wide Shut                                   | Mysterious Woman (voice)     | Uncredited                |
| 1999 | The Talented Mr. Ripley                          | Meredith Logue               |                           |
| 2000 | The Gift                                         | Annabelle "Annie" Wilson     |                           |
| 2000 | The Man Who Cried                                | Lola                         |                           |
| 2001 | The Shipping News                                | Petal Quoyle                 |                           |
| 2001 | Charlotte Gray                                   | Charlotte Gray               |                           |
| 2001 | Bandits                                          | Kate Wheeler                 |                           |
| 2001 | Chúa tể những chiếc nhẫn: Hiệp hội nhẫn thần     | Galadriel                    |                           |
| 2002 | Chúa tể những chiếc nhẫn: Hai tòa tháp           | Galadriel                    |                           |
| 2002 | Heaven                                           | Philippa                     |                           |
| 2003 | Coffee and Cigarettes                            | Herself / Shelly             |                           |
| 2003 | Veronica Guerin                                  | Veronica Guerin              |                           |
| 2003 | The Missing                                      | Magdalena "Maggie" Gilkeson  |                           |
| 2003 | Chúa tể những chiếc nhẫn: Sự trở lại của nhà vua | Galadriel                    |                           |
| 2004 | The Life Aquatic with Steve Zissou               | Jane Winslett-Richardson     |                           |
| 2004 | The Aviator                                      | Katharine Hepburn            |                           |
| 2005 | Little Fish                                      | Tracy Heart                  |                           |
| 2006 | Babel                                            | Susan Jones                  |                           |
| 2006 | The Good German                                  | Lena Brandt                  |                           |
| 2006 | Notes on a Scandal                               | Sheba Hart                   |                           |
| 2007 | Hot Fuzz                                         | Janine                       | Uncredited cameo          |
| 2007 | In the Company of Actors                         | Herself                      | Documentary               |
| 2007 | Elizabeth: The Golden Age                        | Queen Elizabeth I            |                           |
| 2007 | I'm Not There                                    | Jude Quinn (Bob Dylan)       |                           |
| 2008 | Indiana Jones và vương quốc sọ người             | Irina Spalko                 |                           |
| 2008 | Dị nhân Benjamin                                 | Daisy Fuller                 |                           |
| 2008 | Ponyo                                            | Granmamare (lồng tiếng)      | English dub               |
| 2010 | Robin Hood                                       | Lady Marian                  |                           |
| 2011 | Hanna                                            | Marissa Wiegler              |                           |
| 2012 | Người Hobbit: Hành trình vô định                 | Galadriel                    |                           |
| 2012 | A Cautionary Tail                                | Người dẫn chuyện             | Short film                |
| 2013 | Girl Rising                                      | Người dẫn chuyện             | Documentary               |
| 2013 | Journey to the South Pacific                     | Người dẫn chuyện             | Documentary               |
| 2013 | Blue Jasmine                                     | Jeanette "Jasmine" Francis   |                           |
| 2013 | The Turning                                      | Gail Lang                    |                           |
| 2013 | The Galapagos Affair                             | Dore Strauch (lồng tiếng)    | Documentary               |
| 2013 | Người Hobbit: Đại chiến với rồng lửa             | Galadriel                    |                           |
| 2014 | The Monuments Men                                | Claire Simone                |                           |
| 2014 | Bí kíp luyện rồng 2                              | Valka (lồng tiếng)           |                           |
| 2014 | Người Hobbit: Đại chiến Năm cánh quân            | Galadriel                    |                           |
| 2015 | Knight of Cups                                   | Nancy                        |                           |
| 2015 | Lọ Lem                                           | Quý bà Tremaine              |                           |
| 2015 | Carol                                            | Carol Aird                   |                           |
| 2015 | Truth                                            | Mary Mapes                   |                           |
| 2015 | Manifesto                                        | Nhiều vai diễn               |                           |
| 2016 | Voyage of Time                                   | Người dẫn chuyện             | Documentary               |
| 2017 | Red                                              | Mother                       | Short film                |
| 2017 | Song to Song                                     | Amanda                       |                           |
| 2017 | Thor: Tận thế Ragnarok                           | Hela                         |                           |
| 2018 | Băng cướp thế kỷ: Đẳng cấp quý cô                | Lou                          |                           |
| 2018 | Ngôi nhà có chiếc đồng hồ ma thuật               | Florence Zimmerman           |                           |
| 2018 | Mowgli: Huyền thoại rừng xanh                    | Kaa (lồng tiếng)             |                           |
| 2019 | Bí kíp luyện rồng: Vùng đất bí ẩn                | Valka (lồng tiếng)           |                           |
| 2019 | Where'd You Go, Bernadette                       | Bernadette Fox               |                           |
| 2019 | Sweet Tooth                                      | Người dẫn chuyện             | Short film                |
| 2021 | Đừng nhìn lên                                    | Brie Evantee                 |                           |
| 2021 | Con hẻm ác mộng                                  | Dr. Lilith Ritter            |                           |
| 2022 | Tár                                              | Lydia Tár                    | Filming                   |
| 2022 | Pinocchio của Guillermo del Toro                 | Khỉ Sprezzatura (lồng tiếng) | Post-production           |
| 2024 | Borderlands: Trở lại Pandora                     | Lilth                        |                           |

### Truyền hình
| Năm  | Tiêu đề          | Vai diễn                                    | Ghi chú                                                            |
| ---- | ---------------- | ------------------------------------------- | ------------------------------------------------------------------ |
| 1993 | Police Rescue    | Mrs. Haines                                 | Episode: "The Loaded Boy"                                          |
| 1994 | Heartland        | Elizabeth Ashton                            | 12 episodes                                                        |
| 1994 | G.P.             | Janie Morris                                | Episode: "Natural Selection"                                       |
| 1995 | Bordertown       | Bianca                                      | 10 episodes                                                        |
| 2012 | Family Guy       | Penelope (voice) Queen Elizabeth II (voice) | Episode: "Mr. and Mrs. Stewie" Episode: "Family Guy Viewer Mail 2" |
| 2014 | Rake             | Clarice Greene                              | 3 episodes                                                         |
| 2019 | Documentary Now! | Izabella Barta                              | Episode: "Waiting for the Artist"                                  |
| 2020 | Stateless        | Pat Masters                                 | 6 episodes; also co-creator and executive producer                 |
| 2020 | Mrs. America     | Phyllis Schlafly                            | 9 episodes; also executive producer                                |
| 2020 | The Simpsons     | Elaine Wolff (lồng tiếng)                   | Episode: "The Way of the Dog"                                      |
| 2020 | Homemade         | Narrator                                    | Episode: "Ride It Out"                                             |
| 2021 | Staged           | Cate Blanchett                              | Episode: "The Loo Recluse"                                         |
| TBA  | Disclaimer       | Catherine Ravenscroft                       | Main role                                                          |

### Sân khấu
| Năm  | Sản phẩm                                      | Địa điểm                                     | Vai diễn                      | Ghi chú |
| ---- | --------------------------------------------- | -------------------------------------------- | ----------------------------- | --- |
| 1992 | Electra                                       | National Institute of Dramatic Art           | Electra                       | Directed by Lindy Davies |
| 1992 | Top Girls                                     | Sydney Theatre Company                       | Patient Griselda/Nell/Jeanine | First role at the Sydney Theatre Company |
| 1993 | Kafka Dances                                  | Griffin Theatre Company                      | Bride/Felice                  | From playwright Timothy Daly. Production was remounted at the Sydney Theatre Company the following year. |
| 1993 | Oleanna                                       | Sydney Theatre Company                       | Carol                         | Opposite to Geoffrey Rush. |
| 1994 | Hamlet                                        | Belvoir St Theatre                           | Ophelia                       | Company B Production, directed by Neil Armfield; opposite Geoffrey Rush |
| 1995 | Sweet Phoebe                                  | Sydney Theatre Company and Warehouse Theatre | Helen                         | World premier of play written and directed by Michael Gow. |
| 1995 | The Tempest                                   | Belvoir St Theatre                           | Miranda                       | Company B Production, directed by Neil Armfield |
| 1995 | The Blind Giant is Dancing                    | Belvoir St Theatre                           | Rose Draper                   | Play by Stephen Sewell; Company B production, directed by Neil Armfield; with Hugo Weaving |
| 1997 | The Seagull                                   | Belvoir St Theatre                           | Nina                          | Directed by Neil Armfield |
| 1999 | Plenty                                        | The Almeida Season at the Albery Theatre     | Susan Traherne                | Directed by Jonathan Kent |
| 1999 | The Vagina Monologues                         | The Old Vic                                  |                               | V-Day stage reading. |
| 2004 | Hedda Gabler                                  | Sydney Theatre Company                       | Hedda Gabler                  | Travelled to Brooklyn Academy of Music's Harvey Theatre, New York for a 4-week run, March 2006 |
| 2006 | A Kind of Alaska                              | Sydney Theatre Company                       |                               | Co-director with Andrew Upton 30 November 2006 − 20 January 2007, Sydney. |
| 2007 | Blackbird                                     | Sydney Theatre Company                       |                               | Directed David Harrower's play; 15 December 2007 − 16 February 2008, Sydney; Travelled to New Zealand International Arts Festival, 23 February 2008 − 2 March 2008; Travelled to Ruhrfestspiele festival, Germany, 8 − 12 May 2008.                                |
| 2009 | The War of the Roses                          | Sydney Theatre Company                       | Richard II/Lady Anne          | Directed by Benedict Andrews. Part of the Sydney Festival 2009 |
| 2009 | A Streetcar Named Desire                      | Sydney Theatre Company                       | Blanche DuBois                | Directed by Liv Ullmann; opposite Joel Edgerton; Travelled to John F. Kennedy Center for the Performing Arts in Washington, D.C., 29 October – 21 November 2009; Travelled to Brooklyn Academy of Music's Harvey Theatre, New York, 27 November – 20 December 2009 |
| 2011 | Uncle Vanya                                   | Sydney Theatre Company                       | Yelena                        | Adaptation by Andrew Upton; opposite Richard Roxburgh, John Bell, and Hugo Weaving; Travelled to John F. Kennedy Center for the Performing Arts, Washington, D. C., 4–27 August 2011; Travelled to Lincoln Center Festival, New York, 19–28 July 2012              |
| 2011 | Gross und Klein                               | Sydney Theatre Company                       | Lotte                         | Directed by Benedict Andrews; new translation by Martin Crimp; co-commissioned by the Barbican Centre; Travelled to London 2012 Festival, Théâtre de la Ville, Vienna Festival, and Ruhrfestspiele.                                                                |
| 2013 | The Maids                                     | Sydney Theatre Company                       | Claire                        | Directed by Benedict Andrews; opposite Isabelle Huppert as Solange, Elizabeth Debicki as Madame; Travelled to New York City Center, part of Lincoln Center Festival, New York, 6–16 August 2014.                                                                   |
| 2015 | The Present                                   | Sydney Theatre Company                       | Anna Petrovna                 | Directed by John Crowley. Play adaptation by Andrew Upton, inspired by Anton Chekhov's Platonov; with Richard Roxburgh. Sydney Theatre Company, 4 August – 19 September                                                                                            |
| 2017 | The Present                                   | Ethel Barrymore Theatre                      | Anna Petrovna                 | Broadway debut. |
| 2019 | When We Have Sufficiently Tortured Each Other | Royal National Theatre                       | Woman                         | National Theatre debut. Written by Martin Crimp, directed by Katie Mitchell. |

## Giải thưởng

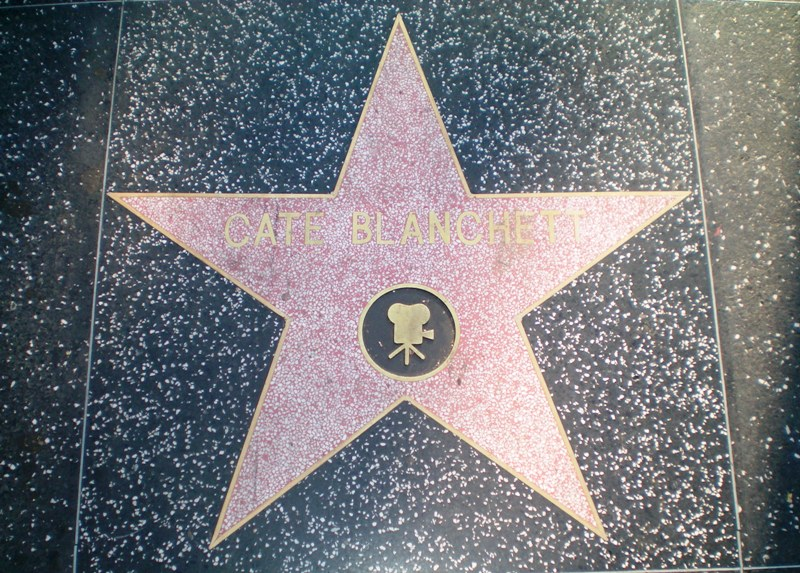
Ngôi sao của Blanchett trên Đại lộ Danh vọng Hollywood.

Trong số vô số giải thưởng cho công việc diễn xuất của mình, Blanchett đã giành được hai giải Oscar, ba giải BAFTA, ba giải Quả cầu vàng, và ba giải Screen Actors Guild. Diễn xuất của cô với vai Katharine Hepburn trong phim The Aviator đã khiến cô trở thành diễn viên duy nhất giành được Giải Oscar cho vai diễn diễn viên từng đoạt Giải Oscar.  Blanchett là một trong bốn nữ diễn viên duy nhất giành được Giải Oscar cho Nữ diễn viên chính xuất sắc nhất sau khi giành được Nữ diễn viên phụ xuất sắc nhất. Cô là một trong sáu diễn viên (và là nữ diễn viên duy nhất) trong lịch sử Oscar hai lần được đề cử vì đóng cùng một vai trong hai bộ phim (Elizabeth I cho Elizabeth và Elizabeth: The Golden Age), và là diễn viên thứ mười một nhận được hai đề cử diễn xuất trong cùng một năm. Cô cũng là diễn viên Úc duy nhất giành được hai giải Oscar về diễn xuất. 
Blanchett đã được Viện Hàn lâm Khoa học và Nghệ thuật Điện ảnh công nhận cho những màn trình diễn sau:
- Giải Oscar lần thứ 71 (1998): Nữ diễn viên chính xuất sắc nhất, đề cử, Elizabeth
- Giải Oscar lần thứ 77 (2004): Nữ diễn viên phụ xuất sắc nhất, chiến thắng, The Aviator
- Giải Oscar lần thứ 79 (2006): Nữ diễn viên phụ xuất sắc nhất, đề cử, Notes on a Scandal
- Giải Oscar lần thứ 80 (2007): Nữ diễn viên chính xuất sắc nhất, đề cử, Elizabeth: The Golden Age
- Giải Oscar lần thứ 80 (2007): Nữ diễn viên phụ xuất sắc nhất, đề cử, I'm Not There
- Giải Oscar lần thứ 86 (2013): Nữ diễn viên chính xuất sắc nhất, chiến thắng, Blue Jasmine
- Giải Oscar lần thứ 88 (2015): Nữ diễn viên chính xuất sắc nhất, đề cử, Carol

Blanchett đã nhận được Giải thưởng Biểu tượng của tạp chí Premiere vào năm 2006. Năm 2008, cô nhận được Giải thưởng Bậc thầy Hiện đại của Liên hoan phim Quốc tế Santa Barbara để công nhận những thành tựu của cô trong lĩnh vực điện ảnh. Năm đó, cô nhận được Ngôi sao trên Đại lộ Danh vọng Hollywood, được giới thiệu tại 6712 Đại lộ Hollywood bên ngoài Nhà hát Ai Cập của Grauman. Cô nhận được Giải thưởng Crystal của Women in Film and Television International cho sự xuất sắc trong ngành giải trí vào năm 2014. Năm 2015, Blanchett được vinh danh tại Bảo tàng Nghệ thuật Hiện đại Lợi ích của Phim vì những đóng góp xuất sắc của cô ấy cho ngành. Cô nhận được Học bổng của Viện phim Anh để ghi nhận đóng góp xuất sắc của cô trong lĩnh vực điện ảnh, do diễn viên Ian McKellen trao tặng cho cô. Blanchett cũng là người nhận được Giải thưởng AACTA Longford Lyell vào năm 2015, vì "đóng góp xuất sắc của cô trong việc làm phong phú thêm nền văn hóa và môi trường màn hình của Úc." Năm 2016, cô nhận được Hiệp hội Nhà thiết kế Trang phục Giải thưởng Lacoste Spotlight, để vinh danh "cam kết bền bỉ cho sự xuất sắc" và "sự đánh giá cao của cô ấy đối với tính nghệ thuật trong thiết kế trang phục và sự hợp tác với các nhà thiết kế trang phục." 
Blanchett đã được chính phủ Úc trao tặng Huân chương Thế kỷ vì Phục vụ cho Xã hội Úc. Năm 2012, cô được Bộ trưởng Bộ Văn hóa Pháp bổ nhiệm làm Chevalier của Huân chương Nghệ thuật và Văn học, để ghi nhận những đóng góp đáng kể của cô cho nghệ thuật. Vào năm 2017, Blanchett được Nữ hoàng phong là Bạn đồng hành của Order of Australia vì "đã phục vụ nghệ thuật biểu diễn xuất sắc với tư cách là một diễn viên sân khấu và màn ảnh quốc tế, thông qua những đóng góp danh nghĩa với tư cách là giám đốc của các tổ chức nghệ thuật, như một hình mẫu cho phụ nữ. và những người biểu diễn trẻ tuổi, đồng thời là người ủng hộ các hoạt động nhân đạo và môi trường." Cô đã được trao bằng Tiến sĩ Danh dự về Văn thư của Đại học Sydney, Đại học New South Wales và Đại học Macquarie để ghi nhận những đóng góp của cô cho nghệ thuật, hoạt động từ thiện và cộng đồng. Năm 2022, cô nhận được giải thưởng César danh dự từ Académie des Arts et Techniques du Cinéma cho "sự nghiệp và nhân cách hoàn toàn xuất sắc của mình." 